# Sándor Szabó (wrestler)
Alexander Szabó, detto Sándor (Košice, Impero austro-ungarico, 4 gennaio 1906 – Los Angeles, California, 16 ottobre 1966), è stato un wrestler ungherese.
Emigrò negli Stati Uniti d'America dopo aver vinto numerosi titoli europei.

## Titoli e riconoscimenti
- 50th State Big Time Wrestling
  - NWA Hawaii Heavyweight Championship (2)[2]
- American Wrestling Association (Boston)
  - AWA World Heavyweight Championship (1)
- Montreal Athletic Commission
  - World Heavyweight Championship (Montreal version) (1)
- NWA Hollywood Wrestling
  - NWA "Beat the Champ" Television Championship (8)
  - WWA International Television Tag Team Championship (7) - con Wilbur Snyder (2), Bobo Brazil (1), Gene Stanlee (1), Billy Darnell (1) ed Edouard Carpentier (2)[3]
  - NWA World Tag Team Championship (Los Angeles version) (1) - con Billy Darnell
- NWA San Francisco
  - NWA World Tag Team Championship (San Francisco version) (2) - con Primo Carnera (1) e Ron Etchison (1)
- National Wrestling Association
  - NWA World Heavyweight Championship (1)
- Professional Wrestling Hall of Fame and Museum
  - Classe del 2013 - Pioneer Era[4]
- Wrestling Observer Newsletter
  - Wrestling Observer Newsletter Hall of Fame (Classe del 2000)